# Дерьмо художника
«Дерьмо́ худо́жника» (итал. Merda d'artista) — произведение искусства итальянского художника Пьеро Мандзони, представителя концептуализма.

## История
Мандзони была интересна тема взаимоотношений между продуктами искусства и продуктами жизнедеятельности человека. Так, он создал работу «Дыхание художника» (Fiato d'artista) ― серию из воздушных шаров, наполненную воздухом из его лёгких.
На создание консервных баночек с фекалиями художника мог вдохновить отец Мандзони, владелец консервного завода. Считается, что он однажды сказал своему сыну, что его работы ― дерьмо. В декабре 1961 года Мандзони написал своему другу Бену Ваутье следующие строки: «Я хотел бы, чтобы все художники продавали свои отпечатки пальцев или соревновались в том, кто сможет провести самую длинную линию или продать своё дерьмо в банках... если коллекционеры хотят нечто интимное, нечто, действительно близкое к художнику ― здесь есть дерьмо художника, если оно действительного его».
21 мая 1961 года Мандзони собрал собственные фекалии в 90 пронумерованных консервных баночек, в каждой из которых содержалось по 30 граммов, написал на них «100-процентное натуральное дерьмо художника» на итальянском, английском, французском и немецком языках и оставил на каждой из них свой автограф. После этого он продал их по цене, равной цене золота той же массы.
Мандзони утверждал, что своим проектом он привлекает внимание к доверчивости покупателей произведений искусства. «Всем этим миланским буржуазным свиньям нравится только дерьмо» — сказал художник.
По заверениям Агостино Боналуми, художника, работавшего с Мандзони, в баночках на самом деле содержится обычный гипс. Хотя многие из баночек взорвались, открыв своё содержимое, никто из их владельцев не заявил об «обмане». В 2008 году французский журналист Бернар Базиль представил публике одну из открытых баночек. Внутри обнаружилась вторая баночка, меньшая по размерам (которую он, впрочем, не открыл) и оформленная тем же самым образом, что и большая.

## Художественный анализ
Энрико Бай, друг Мандзони, говорил, что консервные банки ― это «акт глумления над миром искусства, художниками и критиками».
Произведение также интерпретируется как отсылка к идее Карла Маркса о товарном фетишизме и реди-мейдам Марселя Дюшана.
Хотя «дерьмо художника» и представляет собой обыденный продукт повседневных физиологических отправлений, это творение преисполнено особого смысла и представляет собой один из образцов творческого наследия неодадаизма. Сам Мандзони, говоря о своём творении, ссылался на идеи нового реализма, который предлагает сосредоточиться на теме фигуры самого художника.
Своей провокационной работой Мандзони стремился раскрыть механизмы и противоречия современной системы искусства. Свой «протест» он выражал и другими способами: например, он расписывался на обнажённых людях для выставки и выдавал им сертификат подлинности; однажды при зрителях он сварил вкрутую несколько яиц и оставил на них отпечатки пальцев ― после чего заявил, что всё это также является произведением искусства. Консервные баночки стали манифестом своей эпохи, выявив абсурдность представления о сущности творчества, заключающееся в том, что любой продукт может быть признан его объектом не по причине свой собственной ценности, а только потому, что его творец имеет устойчивую репутацию художника.
Критики также посчитали, что упакованные фекалии ― это выпад Мандзони против художников, которые рассматривали искусство в качестве средства увековечения себя.

## Финансовая сторона
На сегодняшний день консервные баночки находятся в галереях искусства во многих странах мира: так, баночка № 4 представлена в галерее Тейт в Лондоне, № 12 ― в музее современного искусства Доннареджина в Неаполе, а № 80 ― в музее Новеченто в Милане. Рыночная цена каждой из банок оценивается примерно в 70 000 евро ― то есть намного выше той, что была установлена самим автором. 23 мая 2007 года один из экземпляров был продан за 124 000 евро на аукционе «Сотбис». Этот рекорд был дважды побит: 16 октября 2015 на аукционе Christie's за 182 500 фунтов была приобретена баночка № 54, а 6 декабря 2016 в Милане на аукционе Il Ponte Casa d'Aste за 220 000 евро купили баночку № 69.
В середине 1990-х годов одна из консервных баночек, хранившаяся в музее города Раннерс, Дания, начала протекать. Коллекционер Джон Хунов, передавший её туда на хранение в 1994 году, обвинил в этом сотрудников музея и выступил против них с судебным иском. Оказалось, что банка действительно хранилась там при слишком высоких температурах. Суд обязал музей выплатить 250 000 датских крон коллекционеру.